# Гніздо на вітрі
Гніздо на вітрі (ест. Tuulte pesa) — радянський художній фільм 1979 року, знятий на кіностудії «Талліннфільм».

## Сюжет
Осінь 1945 року. Змінилася влада в Естонії. Настали інші часи. Перш міцне господарство Юрі Пійра починає валитися, а сам він опиняється заручником обставин. Не бажає він включатися в політичну боротьбу, не бажає прийняти чиюсь сторону. Він хоче жити, як жив, чесно трудитися на своїй землі, хоче захистити від зазіхань сім'ю, будинок, ріллю, худобу. І все. Але зовнішній світ не хоче терпіти такої нейтральності хуторянина. На його спокій зазіхають і «лісові брати», і представники радянської влади. І ті, і інші для нього — бандити, що розоряють господарство, позбавляють спокою. Світ збожеволів, нікому не можна вірити…

## У ролях
- Рудольф Аллаберт — Юрі Пійр, хазяїн Махтьямяезського хутора
- Неллі Таар — Роозі Пійр, дружина Юрі Пійра
- Анне Маасік — Лійза Пійр, невістка Юрі і Роозі
- Тину Карк — Тійт Пальясмаа
- Евалд Аавік — Чужак
- Вайно Вахінг — лісовий брат
- Індрек Корб — Маргус Пійр, онук Юрі і Роозі
- Айн Лутсепп — лісовий брат
- Енн Реккор — епізод

## Знімальна група
- Режисер — Олав Неуланд
- Сценаристи — Григорій Канович, Ісаак Фрідберг
- Оператор — Арво Іхо
- Композитор — Лепо Сумера
- Художники — Халья Клаар, Хейккі Халла